# Mohlis (Käbschütztal)
Mohlis (auch Altmohlis) ist ein Ortsteil der sächsischen Gemeinde Käbschütztal im Landkreis Meißen.

## Geographie
Mohlis befindet sich westlich der Kreisstadt Meißen auf etwa 200 Metern über Normalhöhennull. Der kleine Ort liegt westlich der Quelle des Grutschenbaches, der weiter nördlich in den Ketzerbach und schließlich in die Elbe mündet. Mohlis liegt an der Kreuzung zweier Kreisstraßen, die das Dorf an die umliegenden Orte anbinden. Zur Ortsgemarkung gehört der Ort Neumohlis, der zu Zeiten der Eigenständigkeit von Mohlis den einzigen Ortsteil der Gemeinde bildete.
Umliegende Orte sind im Norden Pröda, im Nordosten Sieglitz, im Osten Niederjahna, im Südosten Oberjahna, im Süden Mehren, im Südwesten Kaisitz und Tronitz sowie im Westen Nimtitz. Im Nordwesten von Mohlis befindet sich der Ort Kleinkagen.

## Geschichte
Der Ort wurde erstmals im Jahre 1328 als Muldawicz urkundlich erwähnt. Im Jahre 1378 gehörte Mohlis zum Castrum Meißen in der gleichnamigen Markgrafschaft Meißen. Ab Mitte des 16. Jahrhunderts war das Dorf zum Erbamt Meißen bzw. zum Schulamt Meißen gehörig. Ab 1834 wird eine Zugehörigkeit zum Kreisamt Meißen sowie später zum Gerichtsamt Meißen angegeben, die 1875 zur Amtshauptmannschaft Meißen werden. Bereits durch die Sächsische Landgemeindeordnung von 1838 erhielt Mohlis den Status einer Landgemeinde und wurde selbstständig.
Um den Bauernweiler Mohlis erstreckte sich 1900 eine 153 Hektar große Block- und Streifenflur, auf der die Bewohner des Dorfes Landwirtschaft betrieben. Kirchlich war Mohlis ins Kloster St. Afra gepfarrt und gehört noch heute zur dortigen Kirchgemeinde. Die Eigenständigkeit der Gemeinde endete am 1. November 1935 mit dem Zusammenschluss der Gemeinden Groß- und Kleinkagen, Kaisitz, Mohlis, Nimtitz, Priesa, Pröda und Tronitz zur neuen Gemeinde Kagen. Nach dem Ende des Zweiten Weltkrieges wurde Mohlis Teil der Sowjetischen Besatzungszone und später der DDR. In der Kreisreform 1952 erfolgte eine Neugliederung des Landes. Kagen und seine Ortsteile wurden dem Kreis Meißen im Bezirk Dresden zugeschlagen. Es folgten ab dem 1. Januar 1969 zwei Neugliederungen im Tal der Käbschütz. Zuerst schloss sich Kagen mit der Gemeinde Jahna und ihren Ortsteilen zu Jahna-Kagen zusammen. Diese Gemeinde vereinigte sich zum 1. März 1974 mit Löthain zu Jahna-Löthain.
Nach Wende und Wiedervereinigung wurde Mohlis Teil des neugegründeten Freistaates Sachsen und verblieb vorerst im Landkreis Meißen. In der Kreisreform 1994 wurde der Landkreis Meißen-Radebeul (ab 1996 Landkreis Meißen) aus dem alten Gebiet des Kreises Meißen und Teilen des Kreises Dresden-Land gebildet, dem Mohlis bis 2008 angehörte. Ebenfalls 1994 vereinigten sich Jahna-Löthain, Krögis und Planitz-Deila zur neuen Großgemeinde Käbschütztal mit 37 Ortsteilen. Diese Gemeinde ist seit dem 1. August 2008 Teil des in der Kreisreform Sachsen 2008 aus Landkreis Meißen und Landkreis Riesa-Großenhain gebildeten dritten Landkreises Meißen.
Bis zum 31. Dezember 1995 war der amtliche Name des Ortsteils „Altmohlis“.
Die Kleinbahn Meißen-Lommatzsch sowie ein 1818 erbautes Wohnstallhaus sind in die Kulturdenkmalliste für Käbschütztal aufgenommen worden.

### Entwicklung der Einwohnerzahl
| Jahr | Einwohnerzahl                 |
| ---- | ----------------------------- |
| 1551 | 5 besessene Mann, 12 Inwohner |
| 1764 | 4 besessene Mann              |
| 1834 | 102                           |
| 1871 | 157                           |
| 1890 | 161                           |
| 1910 | 168                           |
| 1925 | 198                           |

## Persönlichkeiten
- Peter Wenzel (* 1952), deutscher Gewichtheber